# ガッディのトルソ

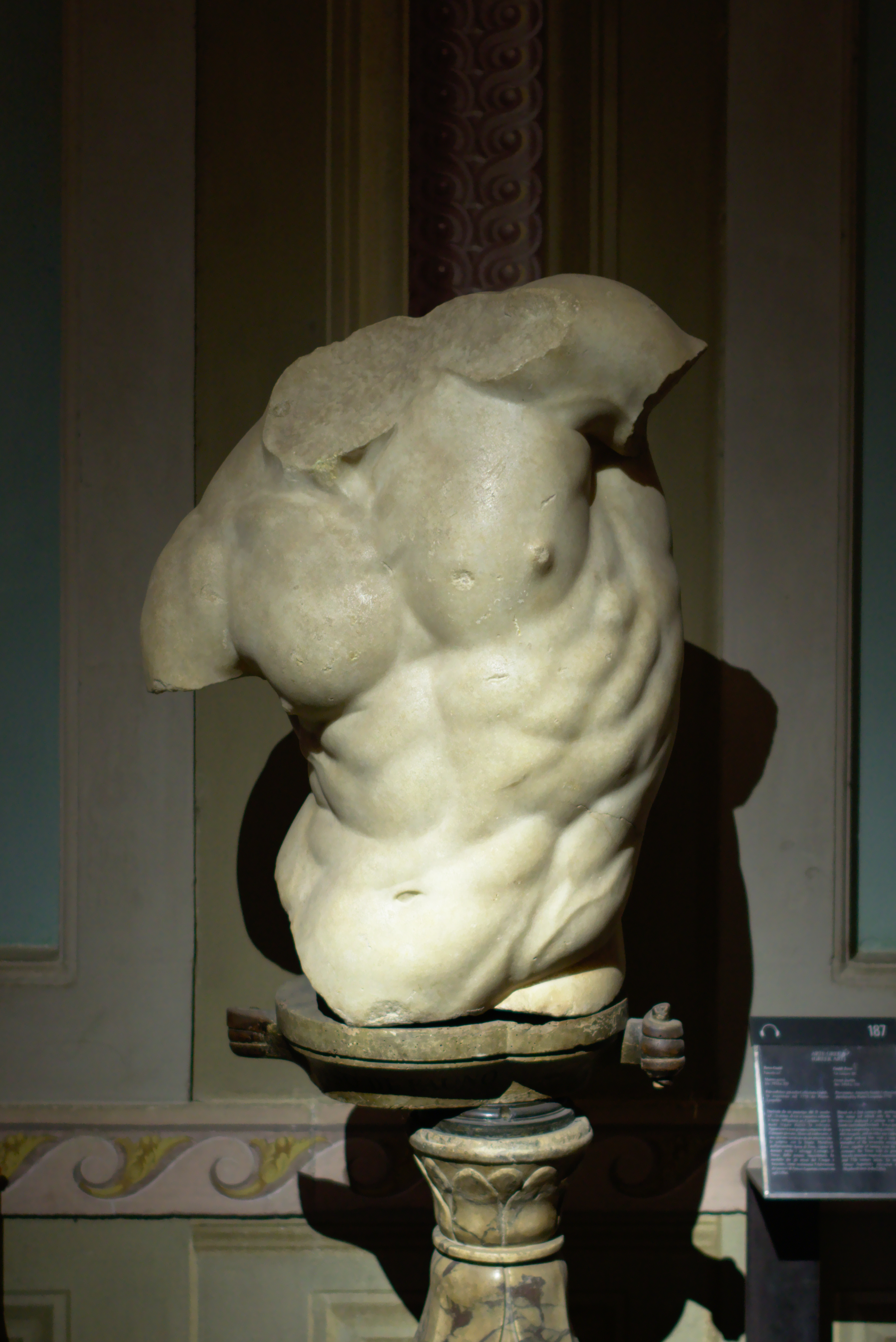
ウフィッツィ美術館に展示されているガッディのトルソ

フィレンツェのウフィツィ美術館の古典彫刻室に展示されている大理石像ガッディのトルソ（Gaddi Torso）は高さが84.4cmの紀元前2世紀のヘレニズム彫刻である。
日本では主に素描のモデル用石膏として知られており、モデル用石膏としては多くの場合ファウンのトルソと呼ばれる。これはかつて像がウフィツィ美術館の両性具有の間に設置されていたのだが19世紀末に同展示室はファウン（牧神）のトルソの間と呼ばれていたことに由来する。

## 概要
そのダイナミックな緊張感と非常に洗練された造形はペルガモン派の彫刻の中でも非常に優れている。
この彫刻は、フィレンツェのガッディ・コレクションに所蔵されていた当時はサテュロスの胴体であると考えられていたが、現在では、縛られた体に抵抗するケンタウロスを表現していると考えられている。このテーマは、人間の卑しい本性を文明的に制御する象徴として、ヘレニズム美術で頻繁に表現されるモチーフである。ジョヴァンニ・ディ・パスクアーレとファブリツィオ・パオルッチによれば、この胴体はローマで発見された可能性が高いという。 16 世紀初頭にはフィレンツェの芸術家や彫刻家に知られており、当時この作品はすでにフィレンツェのガッディ家のコレクションに含まれていたことは疑いようがない。 この彫刻は、ボローニャの画家アミコ・アスペルティーニが1515年に描いた「羊飼いの礼拝」の台座の上に、打ち砕かれた古典異教文化の他の名残とともに引用されており、その絵画も現在ウフィツィ美術館に所蔵されている。 ロッソ・フィオレンティーノの『死せるキリストの降架』（ボストン美術館蔵）は、ガッディのトルソの入念な研究から着想を得て制作された。力強く伸びてねじれる筋肉は若きミケランジェロにとっても刺激となり、ガッディのトルソはミケランジェロのその後の作風を予見したものとなっている。ガッディのトルソは、1778年にトスカーナ大公レオポルド1世に売却されるまで、全く手つかずの状態のままガッディ家の相続人のもとに残っていた。
ジョルジョ・ヴァザーリによれば、ガッディのトルソの来歴の初期段階で初期ルネサンスの偉大な彫刻家、フィレンツェのロレンツォ・ギベルティがコレクションしていた可能性がある。
彼は自身の業績は言うまでもなく、大理石や青銅など古代の遺物を家族に数多く遺した。その中には、非常に珍しいポリュクレイトスのベッドや、等身大の青銅の脚、男性と女性の頭部、いくつかの花瓶などがあったが、これらはロレンツォがギリシャから少なからぬ費用をかけて運ばせたものである。彼はまた、多くの像のトルソと、同様のものを大量に遺贈したが、それらはすべて散逸し、ロレンツォの財産と同様に、破壊され、浪費された。これらの古代遺物の一部は、当時「議会の聖職者(Cherico di Camera)」と呼ばれていたジョヴァンニ・ガッディ氏に売却された。その中には、前述のポリュクレトゥスのベッドや、コレクションの大部分を占めるその他の品々もあった。
バチカン美術館のベルヴェデーレのトルソと同様に、ガッディのトルソもまた他のほとんどの古代の断片的な彫刻と同じ運命をたどって、完成された全身像として修復されることはなかった。